# Pro Patria et Libertate Sezione Calcio 1945-1946
Questa voce raccoglie le informazioni riguardanti la Pro Patria et Libertate Sezione Calcio nelle competizioni ufficiali della stagione 1945-1946.

## Stagione
Nella prima stagione del dopoguerra la FIGC ha unito le squadre di Serie B (come la Pro Patria) e di Serie C, dividendole in tre gironi. I Bustocchi hanno disputato il girone B, un torneo a dodici, nel quale si sono piazzati al secondo posto con 28 punti.
Nel girone finale a sei la Pro Patria ha solo sfiorato la promozione in Serie A giungendo seconda con 11 punti, dietro all'Alessandria.

## Rosa
| N. |                   | Ruolo | Calciatore          |
| -- | ----------------- | ----- | ------------------- |
|    | Italia (bandiera) | P     | Angelo Uboldi       |
|    | Italia (bandiera) | P     | Guido Visco Gilardi |
|    | Italia (bandiera) | D     | Eugenio Patti       |
|    | Italia (bandiera) | D     | Giancarlo Crespi    |
|    | Italia (bandiera) | D     | Giovanni Ivaldi     |
|    | Italia (bandiera) | D     | Aldo Marelli        |
|    | Italia (bandiera) | D     | Eugenio Patti       |
|    | Italia (bandiera) | C     | Antonio Azimonti    |
|    | Italia (bandiera) | C     | Carlo Azimonti      |
|    | Italia (bandiera) | C     | Alfonso Borra       |
|    | Italia (bandiera) | C     | Giuseppe Castelli   |

| N. |                   | Ruolo | Calciatore       |
| -- | ----------------- | ----- | ---------------- |
|    | Italia (bandiera) | C     | Carlo Ceriotti   |
|    | Italia (bandiera) | C     | Goffredo Colombi |
|    | Italia (bandiera) | C     | Piero Pozzi      |
|    | Italia (bandiera) | C     | Nerone Reddi     |
|    | Italia (bandiera) | A     | Lelio Antoniotti |
|    | Italia (bandiera) | A     | Fausto Bonelli   |
|    | Italia (bandiera) | A     | Emidio Cavigioli |
|    | Italia (bandiera) | A     | Silvio Gallazzi  |
|    | Italia (bandiera) | A     | Giuseppe Molina  |
|    | Italia (bandiera) | A     | Carlo Reguzzoni  |
|    | Italia (bandiera) | A     | Angelo Turconi   |

## Risultati

### Serie B-C Alta Italia (Girone B)

#### Girone di andata
| Gallarate 14 ottobre 1945 1ª giornata | Gallaratese     | 0 – 0 | Pro Patria | Stadio Alessandro Maino\| Arbitro: \| Maglio (Torino) \| |
| Arbitro:                              | Maglio (Torino) |       |            |                                                          |

| Arbitro: | Spaudo (Biella) |

|                                    |           |  |
| Cavigioli 58’ Borra 63’ Ivaldi 75’ | Marcatori |  |

| Arbitro: | Massironi (Milano) |

|                        |           |              |
| Aebi 24’ Benedetti 82’ | Marcatori | 84’ Castelli |

| Arbitro: | Matucci (Seregno) |

|                                           |           |  |
| Colombi 33’ Castelli 72’ (rig.) Borra 85’ | Marcatori |  |

| Arbitro: | Limido (Milano) |

|                |           |  |
| Barera 53’ 80’ | Marcatori |  |

| Arbitro: | Boffardi (Genova) |

|                |           |  |
| Turconi II 31’ | Marcatori |  |

| Arbitro: | Canavesio (Torino) |

|                    |           |           |
| Cervati 73’ (aut.) | Marcatori | 23’ Mazza |

| Arbitro: | Milanone Ridor (Biella) |

|                                   |           |                |
| Renica 35’ Di Cuonzo 38’ Riva 67’ | Marcatori | 24’ Turconi II |

| Arbitro: | Bergomi (Milano) |

|            |           |  |
| Molina 71’ | Marcatori |  |

| Sesto San Giovanni 23 dicembre 1945 10ª giornata | Pro Sesto                    | 0 – 0 | Pro Patria | Stadio Breda\| Arbitro: \| Agnolin (Bassano del Grappa) \| |
| Arbitro:                                         | Agnolin (Bassano del Grappa) |       |            |                                                            |

| Arbitro: | Zavattaro (Casale Monferrato) |

|                      |           |  |
| Gallazzi 67’ 81’ 89’ | Marcatori |  |

#### Girone di ritorno
| Arbitro: | Cazzamalli (Crema) |

|                               |           |                                 |
| Molina 52’, 87’ Cavigioli 85’ | Marcatori | 21’ (aut.) Azimonti 38’ Venturi |

| Arbitro: | Massironi (Milano) |

|                                   |           |               |
| Torreano 4’ Colpo 16’ Demaria 35’ | Marcatori | 60’ Cavigioli |

| Arbitro: | Savio (Torino) |

|                    |           |             |
| Ramella 67’ (aut.) | Marcatori | 8’ Cattaneo |

| Arbitro: | Gambarotta (Genova) |

|  |           |                         |
|  | Marcatori | 30’ Gallazzi 46’ Molina |

| Arbitro: | Dellarole (Roma) |

|            |           |           |
| Molina 64’ | Marcatori | 4’ Barera |

| Arbitro: | Maglio (Torino) |

|           |           |                                      |
| Canali 1’ | Marcatori | 27’ Borra 47’ Gallazzi 87’ Cavigioli |

| Arbitro: | Milanone Ridor (Biella) |

|                      |           |                         |
| Mazza 38’ (rig.) 61’ | Marcatori | 8’ Gallazzi 79’ Marelli |

| Busto Arsizio 10 marzo 1946 19ª giornata | Pro Patria         | 0 – 0 | Lecco | Stadio Comunale\| Arbitro: \| Parpaiola (Padova) \| |
| Arbitro:                                 | Parpaiola (Padova) |       |       |                                                     |

| Arbitro: | Milanone (Biella) |

|            |           |               |
| Borsari 4’ | Marcatori | 12’ Cavigioli |

| Arbitro: | Tibaldi (Savona) |

|                           |           |  |
| Turconi II 51’ Molina 75’ | Marcatori |  |

| Arbitro: | Grattarola (Bologna) |

|                |           |                                    |
| Nicoli 15’ 28’ | Marcatori | 3’, 50’ Cavigioli 25’, 84’ Colombi |

### Girone finale
| Busto Arsizio 2 maggio 1946 1ª giornata | Pro Patria        | 0 – 0 | Cremonese | Stadio Comunale\| Arbitro: \| Bertolio (Torino) \| |
| Arbitro:                                | Bertolio (Torino) |       |           |                                                    |

| Reggio Emilia 5 maggio 1946 2ª giornata | Reggiana         | 0 – 0 | Pro Patria | Stadio Mirabello\| Arbitro: \| Silvano (Torino) \| |
| Arbitro:                                | Silvano (Torino) |       |            |                                                    |

| Arbitro: | Longagnani (Modena) |

|                            |           |             |
| Fasoli 15’, 31’ Molina 44’ | Marcatori | 42’ Alghisi |

| Arbitro: | Poggipollini (Ferrara) |

|              |           |  |
| Rosso II 73’ | Marcatori |  |

| Busto Arsizio 26 maggio 1946 5ª giornata | Pro Patria        | 0 – 0 | Vigevano | Stadio Comunale\| Arbitro: \| Cipriani (Milano) \| |
| Arbitro:                                 | Cipriani (Milano) |       |          |                                                    |

| Arbitro: | Boffardi (Genova) |

|           |           |  |
| Denti 45’ | Marcatori |  |

| Arbitro: | Buratti (Milano) |

|                    |           |  |
| Giaroli 39’ (aut.) | Marcatori |  |

| Arbitro: | Buratti (Milano) |

|          |           |                                            |
| Polo 55’ | Marcatori | 20’ Molina 50’, 79’ Colombi 75’ Turconi II |

| Arbitro: | Dellarole (Roma) |

|                              |           |               |
| Cavigioli 20’ Turconi II 33’ | Marcatori | 23’ Stradella |

| Arbitro: | Pizzato (Venezia) |

|               |           |  |
| Buscaglia 89’ | Marcatori |  |